# Ali ben Hussein
Ali ben Hussein, né en 1879 à La Mecque et mort le 14 février 1935 à Bagdad, est un hachémite, et chérif de La Mecque jusqu'en 1924 et roi du Hedjaz d'octobre 1924 à décembre 1925. Fils de Hussein ibn Ali, calife et chérif de La Mecque jusqu'en 1924 et roi du Hedjaz de 1916 à 1924.
En 1924-1925, l'autorité du chérif fut renversée par les ibn Saoud, régnant sur la nation voisine du Nejd. Cette annexion permit la création de l'Arabie saoudite moderne en 1932.
Ali ben Hussein était le frère d'Abdallah Ier, roi de Jordanie et de Fayçal Ier, roi d'Irak.

## Famille
Il est le fils de Hussein ibn Ali et de Sharifa Abdiya bint Abdullah (? - 1888).
Il se marie avec Sharifa Nefissa bint Abd al-Ilah (1886/1887 - 14 juillet 1958) et a cinq enfants :
- Princesse Abdiya bint Ali (1907 - 14 juillet 1958)
- Princesse Aliyah bint Ali (1911 - 21 décembre 1950) épouse Ghazi Ier, roi d'Irak
- Prince Abdul Ilah (14 novembre 1913 - 14 juillet 1958) régent du royaume d'Irak
- Princesse Badia bint Ali (juin 1920 -  9 mai 2020)
- Princesse Jalilah bint Ali (1923 - 27 décembre 1955)